# 米尔勒
米尔勒（法語：Murles，法語發音：[myʁl]）是法国埃罗省的一个市镇，属于蒙彼利埃区。

## 地理
米尔勒（43°41'21"N, 3°44'45"E）面积24.06 平方千米，位于法国奧克西塔尼大區埃罗省，该省份为法国南部沿海省份，南濒地中海，西南接奥德省，西北接塔恩省和阿韦龙省，东北与加尔省接壤。
与米尔勒接壤的市镇（或旧市镇、城区）包括：阿热利耶、孔巴约、莱马泰勒、圣热利迪费斯克、瓦约凯斯、维奥勒昂拉瓦勒。

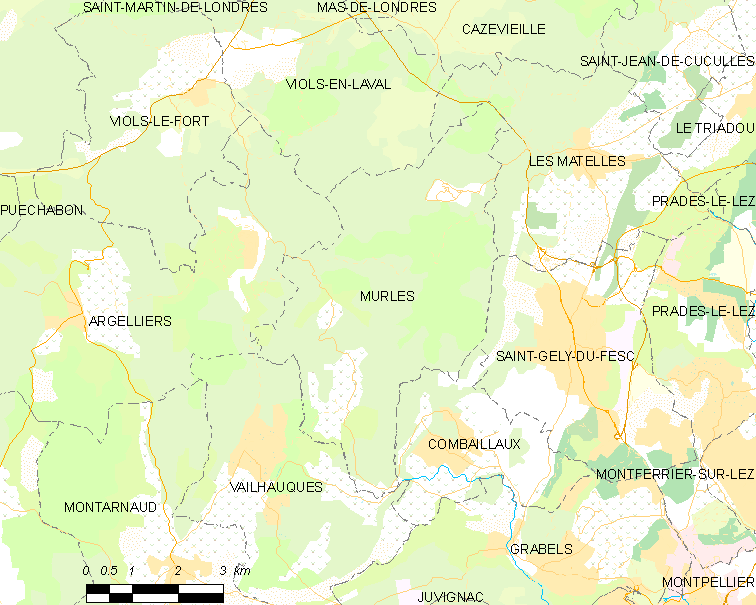
米尔勒的OSM定位图

米尔勒的时区为UTC+01:00、UTC+02:00（夏令时）。

## 行政
米尔勒的邮政编码为34980，INSEE市镇编码为34177。

## 政治
米尔勒所属的省级选区为圣热利迪费斯克县。

## 人口

1962-2008年间米尔勒人口变化图示

米尔勒于2022年1月1日时的人口数量为353人。